# Manfred Rademacher (Beamter)
Manfred Rademacher (* 28. Juli 1930 in Breslau; † 15. Dezember 2012 in München) war ein deutscher Beamter.

## Werdegang
Rademacher kam als Sohn eines Maschinenschlossers in Breslau zur Welt. Mit 14 Jahren nahm er im April 1944 eine Lehre beim Arbeitsamt Breslau auf. Im Januar 1945 wurde er mit der Auslagerung von Akten beauftragt. Eines Tages blieb ihm die Rückreise nach Breslau versperrt. Seine Eltern kamen in den Wirren nach Kriegsende ums Leben.   
Über das Arbeitsamt Bayreuth kam er an das Arbeitsamt Deggendorf, wo er 1948 seine Lehre beendete. Später holte er auf dem zweiten fachgebundenen Bildungsweg ein Studium nach. Es folgten Tätigkeiten am Landesarbeitsamt Südbayern, als stellvertretender Amtsleiter am Arbeitsamt Rosenheim sowie an den Ämtern in Passau, Memmingen und Augsburg. Zur Anwerbung jugoslawischer Arbeiter war er zwischenzeitlich an der Auslandsdienststelle Belgrad eingesetzt.
Von 1985 bis zum Eintritt in den Ruhestand 1995 war er Direktor des Arbeitsamts München. Er galt als sehr engagierter Behördenleiter, der sich mit viel Einsatz für die Vermittlung von Arbeitslosen starkgemacht hat und gute Kontakte zu den Spitzen der Gewerkschaften, den Arbeitgebern und der Stadt pflegte.

## Ehrungen
- Verdienstkreuz 1. Klasse der Bundesrepublik Deutschland
- 1995: Medaille „München leuchtet“ in Silber